# Катрич В'ячеслав Степанович
В'ячесла́в Степа́нович Ка́трич (10 березня 1979, Калинівка — 29 серпня 2014, Іловайськ, Донецька область) — боєць добровольчого батальйону патрульної служби міліції особливого призначення «Миротворець» ГУ МВС України в Київській області, учасник російсько-української війни.

## Життєпис
Народився 1979 року в місті Калинівка. Навчався у Калинівській загальноосвітній школі № 1, потім у Калинівському професійно-технічному училищі № 21. Проходив строкову військову службу в полку Внутрішніх військ «Ягуар», пізніше деякий час проходив службу в цій частині за контрактом.

## Участь в АТО
З липня 2014 року служив у добровольчому батальйоні патрульної служби міліції особливого призначення «Миротворець» ГУ МВС України в Київській області, у складі якого брав участь у бойових діях проти російських терористів на Сході України. Загинув 29 серпня 2014 р. під час виходу з оточення поблизу м. Іловайськ — внаслідок обстрілу, вчиненого російськими десантниками біля села Горбатенко.

## Сім'я
У В'ячеслава залишилась батьки, старший брат, дружина та син 2004 р.н.

## Нагороди і вшанування
- Орден «За мужність» III ступеня (посмертно) (29 вересня 2014) — за особисту мужність і героїзм, виявлені у захисті державного суверенітету та територіальної цілісності України [1]
- Звання «Почесний громадянин міста Калинівка» (посмертно) (18 вересня 2014) [2]
- Його портрет розміщений на меморіалі «Стіна пам'яті полеглих за Україну» в Києві: секція 3, ряд 10, місце 32
- Вшановується 29 серпня на щоденному ранковому церемоніалі вшанування українських захисників, які загинули цього дня в різні роки внаслідок російської збройної агресії[3]
- Іловайський Хрест (посмертно)